# Komletinci
Komletinci è un insediamento croato di 1 646 abitanti.
L'insediamento si trova ad est di Otok.